# Nick Cave
Pour les articles homonymes, voir Cave.
Nicholas Edward Cave, dit Nick Cave [nɪk ˈkeɪv], AO, né le 22 septembre 1957 à Warracknabeal, en Australie, est un artiste pluridisciplinaire australien ayant acquis sa notoriété en tant que chanteur, auteur et compositeur du groupe Nick Cave and the Bad Seeds.
Il a composé pour le cinéma. Parmi ses travaux, on trouve les bandes originales de la série Peaky Blinders, et des films biographiques comme L'Assassinat de Jesse James par le lâche Robert Ford, Blonde et Back to Black. Il a aussi participé à la bande originale de Joker : Folie à deux.
Prédicateur rock à la voix de baryton , il exprime par ses chansons une fascination pour la musique populaire américaine et ses racines. Son esthétique musicale est caractérisée par son intensité émotionnelle et des obsessions lyriques pour la mort, la religion, l'amour et la violence. Son univers singulier se nourrit d'influences variées dont celle du blues, qu'il associe volontiers à un imaginaire biblique. Musicien, Nick Cave est aussi écrivain, poète, scénariste et acteur. Après avoir longtemps résidé à Brighton au Royaume-Uni, il vit également dans une petite maison à Londres depuis 2021.

## Biographie

### Jeunesse
Nicholas Edward Cave passe son enfance en milieu rural, dans la région céréalière de l'État de Victoria, d'abord dans la petite bourgade de Warracknabeal, puis à Wangaratta, une ville un peu plus importante. Il a deux frères aînés, Tim (né en 1952) et Peter (né en 1954), et une sœur cadette, Julie (née en 1959). Il grandit dans un environnement littéraire : son père, Colin, est professeur d'anglais et de littérature, tandis que sa mère, Dawn, exerce le métier de bibliothécaire dans le même établissement scolaire ; elle est décédée le 15 septembre 2020. Ses parents, anglicans fervents, lui inculquent une éducation religieuse qui le marquera, comme l'attestent les nombreuses références au sacré dans ses écrits ; il fait partie du chœur de garçons de la cathédrale de Wangaratta et y suit les écoles. À l'époque, il crée ses premières histoires pour endormir Julie, qui partage sa chambre à coucher. Souvent en conflit avec l'autorité scolaire, il est envoyé en pension en 1970, à la Caulfield Grammar School de Melbourne. L'année suivante, ses parents emménagent dans une banlieue de Melbourne, à Murrumbeena, dans l'état australien de Victoria et Nick redevient simple demi-pensionnaire. Il peut ainsi profiter du piano familial et participer à la chorale de son école, bientôt soutenu et dirigé par son professeur Norman Kaye, chef de chœur.

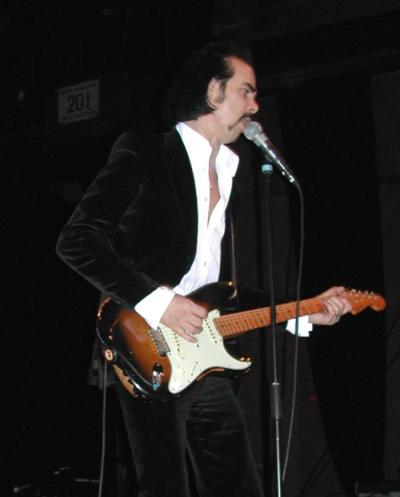
Nick Cave lors d'un concert solo à Mayence (Allemagne).

### The Birthday Party
En 1973, au lycée Caulfield, Nick Cave fait la connaissance de Mick Harvey, Tracy Pew et Phill Calvert, avec lesquels il monte son premier groupe, The Boys Next Door qui deviendra The Birthday Party. En 1978, Rowland S. Howard rejoint le groupe en qualité de guitariste. En 1976, Nick Cave entame des études de peinture au Caulfield Institute of Technology, mais il abandonne en 1977, afin de se consacrer entièrement à la musique. À la fin de l'année 1978, peu après les 21 ans de Nick, son père meurt dans un accident de voiture.
À la fin des années 1970, le groupe, partie prenante de la scène post-punk locale, donne de très nombreux concerts dans toute l'Australie avant de changer de nom en 1980 pour devenir The Birthday Party et de s'installer en Europe cette même année, d'abord à Londres, où il partage des piaules avec les critiques musicaux et journalistes Paul Gorman et Barney Hoskyns, ou encore Johnny Thunders puis à Berlin-Ouest. Ami de Mat Snow en 1981, Nick Cave rencontre Barney Hoskyns au Tropicana Motel de West Hollywood, et après une mauvaise critique de l'album The First Born is Dead, ils se brouillent, et Nick écrit la chanson Scum contre lui personnellement, sans omettre de le lui avouer. Au début de la chanson Scum, Nick Cave se racle la gorge et crache ; à la sortie des textes de Nick Cave dans King Ink, le texte de Scum n'est pas présent. Dans une version de tous ses textes et écrits jusque Lightning Bolts, dernier texte de Push the Sky Away, parue chez Penguin Books en 2001, le texte est bien présent.
La compagne et muse de Nick Cave Anita Lane suit le groupe en Europe, où il devient rapidement célèbre pour l'énergie déployée dans ses concerts, volontiers provocateurs, qui voient régulièrement Cave hurler et torturer sa voix, bondissant sans relâche aux quatre coins de la scène dans un déluge de rock agressif et d'effet Larsen. Malgré de nombreux enregistrements et un culte, grandissant autour du groupe, The Birthday Party se sépare en 1984. Rowland S. Howard et Nick Cave ont en effet de plus en plus de mal à travailler ensemble, et leurs abus respectifs de drogues et d'alcool n'arrangent rien. Même si The Birthday Party n'a connu qu'un succès limité au long de sa carrière, leur rock gothique est considéré comme une influence majeure des mouvements psychobilly, et death rock, des années 1980. Cave se lie à cette époque à la culture gothique en fréquentant assidument un haut lieu londonien de cette scène, le Batcave.

### Nick Cave and the Bad Seeds
Nick Cave forme alors avec Mick Harvey ce qui devient la première version de Nick Cave and the Bad Seeds, dont le nom exprime clairement le changement notable de statut du chanteur, qui est désormais le vrai meneur du groupe. Les paroles des chansons explorent alors de nouveaux thèmes, Nick Cave délaissant quelque peu l'expressionnisme de ses débuts pour écrire des histoires pétries de lyrisme, foisonnant de détails narratifs. Les Bad Seeds se posent d'emblée comme un groupe à composante internationale en intégrant, outre Nick Cave et Mick Harvey, le guitariste allemand du groupe de rock industriel Einstürzende Neubauten, Blixa Bargeld, l'ex-bassiste anglais de Magazine, Barry Adamson, et le guitariste australien Hugo Race. Anita Lane participe également, notamment en écrivant les paroles de quelques chansons. C'est dans cette configuration que le groupe enregistre son premier album, sorti en 1984 : From Her To Eternity.

### Berlin
Cette année-là, Nick Cave entame à Berlin, où il s'est installé, l'écriture de ce qui deviendra son premier roman, Et l'âne vit l'ange, dont les thèmes bibliques et le lyrisme noirs reflètent les préoccupations exprimées dans les paroles de ses chansons pour les Bad Seeds. À cette époque, s'étant séparé d'Anita Lane, il vit une histoire avec une Berlinoise du nom d'Elisabeth Recker. Au cours de ses années de vie à Berlin, il met la touche finale à quatre albums des Bad Seeds : The First Born is Dead en 1985, Kicking Against the Pricks (album de reprises) et Your Funeral... My Trial en 1986, et Tender Prey en 1988. Cette même année, il publie aussi King Ink : recueils de textes de chansons et de pièces de théâtre, incluant une partie de son travail avec l'artiste américaine Lydia Lunch, son ex petite-amie.

### Londres
En 1989, après avoir terminé son premier roman, Et l'âne vit l'ange, Nick Cave quitte Berlin-Ouest, peu de temps avant la chute du mur, pour s'installer à São Paulo, au Brésil, où il fait la connaissance d'une styliste brésilienne du nom de Viviane Carneiro, qu'il épouse et avec qui il aura un fils, Luke, né en 1991. Ce dépaysement et la saudade brésilienne lui inspireront la plupart des chansons de The Good Son. Nick Cave a également trois autres enfants résidant en Australie. En 1993, il retourne s'installer à Londres, où il vit dans les environs de Brighton, au Royaume-Uni, en compagnie de son épouse Susie Bick, ancienne mannequin et actrice britannique dont il est tombé amoureux la première fois qu'il l'a vue, au Victoria and Albert Museum. Le couple est parent de jumeaux, Earl et Arthur.

### Cinéma
La musique de Nick Cave illustre plusieurs films de Wim Wenders, dont Les Ailes du désir en 1987, dans lequel Nick Cave apparaît en concert, Jusqu'au bout du monde en 1991, Si loin, si proche ! en 1993 et The Soul of a Man en 2003, et fait partie de la distribution du film  australien indépendant Ghosts… of the Civil Dead, réalisé par John Hillcoat en 1988, dont il a coécrit le scénario ; et dans le film Johnny Suede de Tom DiCillo, en 1991, aux côtés de Brad Pitt.
Sa musique figure à la BO de nombreux films comme Des hommes sans loi de John Hillcoat en 2012 ou encore The Road en 2009, et des séries comme True Detective et Peaky Blinders. Il a également fait plusieurs apparitions en tant qu'acteur ou en caméo.

### Collaborations
En 1996, Nick Cave and the Bad Seeds publient l'album Murder Ballads, un recueil de chansons sur le thème du meurtre. Nick Cave y interprète deux duos : Henry Lee avec la chanteuse britannique PJ Harvey, avec qui il vit une brève histoire d'amour jusqu'à ce qu'elle rompe, et Where the Wild Roses Grow, avec la star de la pop australienne Kylie Minogue. Ce second titre connaît un franc succès à l'échelon international, et remporte en 1996 trois ARIA Awards en Australie, dont celui de la « Chanson de l'année ». L'album suivant, The Boatman's Call, qui paraît en 1997, marque une rupture de style radicale par rapport à la structure narrative quasi-théâtrale de Murder Ballads, Nick Cave choisissant d'adopter cette fois un ton autobiographique intimiste pour évoquer dans ses morceaux ses relations avec Viviane Carneiro et PJ Harvey, qui a rompu. En 1998 paraissaient à la fois une compilation Best of des morceaux les plus populaires des albums antérieurs de Nick Cave and the Bad Seeds et, en Australie exclusivement, une compilation non officielle de divers artistes ayant inspiré Nick Cave, Original Seeds (en) comprenant, entre autres, des morceaux de Johnny Cash et de Leonard Cohen.
En octobre de la même année, Nick Cave signe une introduction à l'Évangile selon Marc parue dans la collection Pocket Canon Bible Series ; un deuxième volet, Original Seeds Volume 2, sort en 2004. La même année, Nick Cave collabore avec le groupe Current 93, notamment sur leur album All the Pretty Little Horses, sur lequel il lit des extraits des Pensées de Blaise Pascal. Après la sortie de Murder Ballads, Nick Cave décide de s'éclipser quelque temps de la scène publique afin de régler ses problèmes de dépendance à l'héroïne et à l'alcool. Il refait surface quatre ans plus tard, en 2001, ressourcé, avec un album complexe et sombre auquel ont collaboré Kate et Anna McGarrigle, No More Shall We Part, qui reçoit un excellent accueil, tant de la part des critiques que de la part des fans, puis en interprétant une reprise des chansons Let It Be et Here Comes the Sun en single. En 2004, Nick Cave et le groupe des Bad Seeds avaient composé la chanson Crazy Love de Marianne Faithfull, parue sur son album Before the Poison. Nick a collaboré par une chanson complète et une composition à l'album Give my Love to London de Marianne Faithfull, et interprète une des dix-neuf versions de Daisy Bell reprises sur l'album-concept The Music Gay Nineties Old Tyme: Daisy Bell - sorti le 13 mai 2014, il s'agit d'un projet initié par le peintre Mark Ryden. Nick Cave écrit en 2004 le scénario du film The Proposition, qui sort en Australie, en octobre 2005, et courant 2006 dans le reste du monde. Situé dans l'outback australien, ce western poétique et violent, réalisé par John Hillcoat, fait notamment se croiser les acteurs Guy Pearce, John Hurt et Emily Watson. La B.O. est enregistrée par Nick Cave, épaulé par son complice Warren Ellis, et mise sur le marché une semaine avant la sortie australienne du film.

### Tournées solo
À partir des années 1990, Nick Cave effectue des tournées « seul en scène », en plus de ses concerts avec les Bad Seeds. Pour ces concerts sans les Bad Seeds au complet, le groupe se compose de Nick Cave au piano et d'une équipe variable de trois autres musiciens à la basse, à la batterie et au violon. Le trio avec lequel Nick Cave tourne en 2006 inclut trois membres des Bad Seeds : Martyn P. Casey ou Susan Stenger, Jim Sclavunos et Warren Ellis (surnommés les Mini-Seeds). En mai 1999, on le retrouve en choriste et pianiste au Subterania Club, une scène londonienne, pour un concert de John Cale avec entre autres Chrissie Hynde. En 2000, il co-écrit et compose Little Water Song pour l'album Punishing Kiss de Ute Lemper, reprise en français sur un CD-bonus dans une édition limitée.

### Johnny Cash
La même année, Johnny Cash, l'une des idoles de Nick Cave, reprend le titre The Mercy Seat (en), emblématique des Bad Seeds sur l'album American III: Solitary Man. Il rend ainsi la politesse à Nick Cave qui avait, quelques années auparavant, sur Kicking Against the Pricks, repris The Folksinger. Nick Cave est ensuite convié, comme plusieurs autres artistes des scènes rock et country, à participer à la rédaction des notes de pochette de la rétrospective consacrée à Johnny Cash à l'occasion de son 70e anniversaire : The Essential Johnny Cash (en). Les carrières des deux artistes se croisent encore un moment, en 2002, le temps d'un duo sur le quatrième opus de la série American Recordings de Johnny Cash (American IV: The Man Comes Around). Ils reprennent pour l'occasion I'm So Lonesome I Could Cry, célèbre chanson d'une autre légende de la country, Hank Williams. Dans le coffret posthume Johnny Cash: Unearthed se trouve un ultime duo rassemblant Johnny Cash et Nick Cave : il s'agit de leur version de Cindy, chanson traditionnelle américaine. Nick Cave a enregistré une version du morceau Disco 2000 du groupe Pulp, paru comme face B de leur single Bad Cover Version en 2001.
En 2003, consécutivement à l'échec commercial de l'album Nocturama pour lequel Nick et son groupe ne sont pas partis en tournée promotionnelle, Blixa Bargeld annonce qu'il quitte le groupe afin de se consacrer davantage à Einstürzende Neubauten. Hormis Nick Cave lui-même, Mick Harvey demeure alors le seul membre restant de la composition originelle des Bad Seeds. L'année suivante paraît le premier double album du groupe, Abattoir Blues/The Lyre of Orpheus, L'année 2005 est celle de la sortie de B-Sides and Rarities, coffret de trois disques rassemblant pour la première fois cinquante-six chansons jusqu'alors éparpillées : faces B de singles, raretés et morceaux figurant sur des bandes originales de films. Après le séisme du 26 décembre 2004 dans l'océan Indien ayant violemment touché l'Asie du Sud-Est, Nick Cave fait une apparition au concert Wave Aid à Sydney, organisé afin de récolter des fonds pour les organisations humanitaires travaillant dans les régions dévastées.

### Grinderman
Fin 2006, il fonde avec trois autres membres des Bad Seeds, Jim Sclavunos, Warren Ellis et Martyn P. Casey, un nouveau groupe de garage rock, baptisé Grinderman, dont le premier album sort en mars 2007. Nick Cave y joue pour la première fois de la guitare en studio.
En 2007, il revient à la composition de BO avec Warren Ellis, pour le film L'Assassinat de Jesse James par le lâche Robert Ford, et apparaît dans une des scènes finales dans le rôle d'un musicien, et en 2010, sa chanson O Children, extraite de l'album Abattoir Blues/The Lyre of Orpheus, est utilisée dans Harry Potter et les Reliques de la Mort lors de la scène où Harry et Hermione dansent brièvement dans la tente.
Début 2008, Nick Cave and The Bad Seeds signent un retour salué par les critiques avec Dig, Lazarus, Dig!!!, album qualifié de gothique par le NME, qui s'inspire librement de la résurrection de Lazare ; la chanson Up jumped the devil est utilisée comme générique de l'épisode 3 du jeu vidéo Alan Wake (XBOX 360). Début 2009, Mick Harvey, qui a accompagné Nick dans tous ses projets musicaux depuis leur adolescence, décide de se séparer des Bad Seeds.
Le second roman de Nick Cave The Lonesome Death Of Bunny Monroe, paru chez Faber & Faber le 1er septembre 2009 est sorti en même temps qu'une nouvelle BO composée pour l'occasion ; la version française est disponible chez Flammarion sous le titre La Mort de Bunny Munro. Nick Cave et John Hillcoat projettent de réaliser un second film ensemble, une comédie située en Grande-Bretagne, dont le titre provisoire est Death of a Ladies Man (référence à Leonard Cohen). À partir de 2011, il enchaîne les sorties de collaborations avec sa collègue de maison de disque Neko Case pour une reprise de She's not there, du groupe de The Zombies, ainsi qu'avec le groupe UNKLE pour leur album à  paraître, sur le titre Money and Run. Deux compositions et participations sortent également pour l'album West of Memphis : Voices for Justice, plaidoyer contre la peine de mort inspiré par le cas des West Memphis Three.

### Push The Sky Away et 2013
En 2013, l'album Push The Sky Away de Nick Cave & the Bad Seeds reçoit un bon accueil critique. Le NME qualifie le chanteur de « grand lord gothique » et présente le disque comme un « chef-d’œuvre majestueux et triste ».

### Mort de ses enfants Arthur et Jethro
Le 14 juillet 2015, le fils de Nick Cave, Arthur Cave, meurt à l’âge de 15 ans, sous l’emprise de LSD, d'une chute accidentelle d'une falaise de 18 mètres à Brighton,. En septembre 2016, il sort l'album Skeleton Tree avec les Bad seeds, bien que le ton semble témoigner de la tragédie récente, une grande partie des chansons de l'album ont été écrites préalablement à cette tragédie. À la sortie internationale de cet album, précède la diffusion, la veille, du documentaire One More Time with Feeling (en) qui raconte l'histoire de la création de cet album.
Le 9 mai 2022, son fils aîné Jethro, atteint de schizophrénie, se donne la mort. La même année, Nick Cave publie l'ouvrage Foi, espérance et carnage (en), une suite d'entretiens avec le journaliste irlandais Seán O'Hagan (en), dans lequel il livre son rapport de la musique à la foi. L'artiste y raconte comment la musique l'a aidé à surmonter le chagrin, et établit un lien étroit entre musique et spiritualité : « C'est la forme artistique qui répond le mieux à notre besoin de combler notre manque de Dieu, parce qu'elle permet de nous sentir moins seuls : elle nous connecte spirituellement. »

## Légendes autour de Nick Cave
- On[Qui ?] raconte que Nick Cave serait membre d'une société semi-secrète humoristique fondée par le réalisateur Jim Jarmusch, « The Sons of Lee Marvin », qui réunit des célébrités telles que Benicio del Toro et Tom Waits, dont les traits du visage pourraient laisser croire qu'ils sont les fils de l'acteur Lee Marvin.
- Nick Cave a déclaré que la cicatrice qu'il porte à la joue gauche lui a été faite par Anita Lane du temps où ils étaient ensemble, au cours d'une bagarre au couteau entre eux[réf. souhaitée].
- Nick Cave a joué son morceau fétiche, The Mercy Seat (en), écrit à Berlin[48], à l'occasion de la quasi-totalité des concerts qu'il a donnés depuis 1988, en solo comme avec son groupe.

## Engagement
Le mercredi 28 juin 2017 marque le début d'une nouvelle campagne de PETA, association destinée à établir et protéger les droits de tous les animaux. Engagé pour cette cause, le titre Breathless de Nick Cave est la bande-son d’un clip vidéo avec Iggy Pop, engagé également.

## Distinction
Nick Cave est nommé Officier de l'Ordre d'Australie en janvier 2017 pour son « service distingué aux arts de la scène en tant que musicien, auteur-compositeur, auteur et acteur, tant au niveau national qu'international, et en tant que contributeur majeur à la culture et au patrimoine musicaux australiens ».

## Discographie

### The Boys Next Door
- 1978 : Theese Boots
- 1979 : Door, door

### Die Haut
- 1982 : Burnin' the Ice

### The Birthday Party[51]
- 1980 : The Birthday Party (sorti ultérieurement en CD sous le nom de Hee-Haw, incluant cet album et les premières chansons du groupe)
- 1981 : Prayers on Fire
- 1982 : Junkyard
- 1983 : Mutiny (EP)
- 1983 : The Bad Seed (EP)

### The Bad Seeds

#### Albums studio
- 1984 : From Her To Eternity
- 1985 : The First Born is Dead
- 1986 : Kicking Against the Pricks
- 1986 : Your Funeral... My Trial
- 1988 : Tender Prey
- 1990 : The Good Son
- 1992 : Henry's Dream
- 1994 : Let Love In
- 1996 : Murder Ballads
- 1997 : The Boatman's Call
- 2001 : No More Shall We Part
- 2003 : Nocturama
- 2004 : Abattoir Blues/The Lyre of Orpheus (2 CD)
- 2008 : Dig, Lazarus, Dig!!!
- 2013 : Push The Sky Away
- 2016 : Skeleton Tree
- 2019 : Ghosteen
- 2024 : Wild God

#### Compilations et albums en public
- 1993 : Live Seeds
- 1998 : The Best Of
- 2005 : B-Sides and Rarities (3 CD)
- 2007 : The Abattoir Blues Tour (2 DVD + 2 CD live)
- 2008 : Live at the royal Albert Hall (Bmg)
- 2013 : Live from KCRW
- 2017 : Lovely Creatures: The Best of Nick Cave and The Bad Seeds, compilation envisagée depuis 2014, puis repoussée après la mort de son fils Arthur[52].
- 2018 : Distant Sky – Live in Copenhagen (Ep 4 titres enregistré live en octobre 2017 au Royal Arena de Copenhague, Danemark)
- 2020 : Idiot Prayer, live at Alexandra Palace, (2 CD)
- 2021 : B-Sides And Rarities - Part II (2CD).

### Grinderman
- 2007 : Grinderman
- 2010 : Grinderman 2

### Warren Ellis
- 2021 : Carnage (en)
- 2023 : Australian Carnage: Live at the Sydney Opera House (Concerts enregistrés les 16, 17 & 18 décembre 2022 durant leur tournée australienne)

### Collaborations
- 1987 : The Atra Virago, lecture d'un extrait de Et l'âne vit l'ange pour l'album Smack my Crack, compilation de lectures d'artistes divers.
- 1997 : September Songs: The Music of Kurt Weill - Nick Cave y interprète Mack the Knife
- 1999 : And the Ass Saw the Angel, lecture d'extraits du roman avec accompagnement musical - en collaboration avec Ed Clayton-Jones et Mick Harvey
- 2000 : The Secret Life of the Love Song & The Flesh Made Word : Two Lectures by Nick Cave - Lectures, récitation, plus cinq chansons[53]
- 2014 : Shell Shock - opéra de Nicholas Lens, livret de Nick Cave, (2CD)
- 2020 : AngelHeaded Hipster : The Songs Of Marc Bolan & T.Rex : Cosmic Dancer
- 2020 : L.I.T.A.N.I.E.S, opéra confiné, composition de Nicholas Lens, livret de Nick Cave

### Albums hommage
- 1998 et 2004 : Original Seeds: Songs that inspired Nick Cave and the Bad Seeds - compilations non officielles de morceaux de divers artistes ayant inspiré Nick Cave et son groupe.

## Musiques de film

### Nick Cave, Mick Harvey et Blixa Bargeld
- 1988 : Ghosts… of the Civil Dead de John Hillcoat
- 1996 : To Have and to Hold de John Hillcoat

### Nick Cave et Bruno Coulais
- 2001 : Le Peuple migrateur de Jacques Perrin. Nick Cave interprète le titre principal du film, To Be By Your Side[54].

### Nick Cave et Warren Ellis
- 2005 : The Proposition de John Hillcoat
- 2007 : L'Assassinat de Jesse James par le lâche Robert Ford d'Andrew Dominik
- 2009 : La Route de John Hillcoat
- 2011 : Días de gracia d'Everardo Gout
- 2012 : Des hommes sans loi  de John Hillcoat
- 2012 : Quelques heures de printemps de Stéphane Brizé
- 2014 : Loin des hommes de David Oelhoffen
- 2015 : Mustang de Deniz Gamze Ergüven
- 2016 : Comancheria de David Mackenzie
- 2016 : Mars (série télévisée)
- 2017 : Wind River de Taylor Sheridan
- 2017 : War Machine de David Michôd
- 2017 : Kings de Deniz Gamze Ergüven
- 2021 : Carnage (en)
- 2021 : La Panthère des neiges de Vincent Munier et Marie Amiguet
- 2022 : Blonde d'Andrew Dominik
- 2023 : The New Boy de Warwick Thornton
- 2024 : Back to Black de Sam Taylor-Johnson

### Participations
- 2013 - 2022 : Peaky Blinders (thème principal de la série)
- 2024 : The New Look (mini-série, reprise de La Vie en rose d'Édith Piaf)
- 2024 : Joker : Folie à Deux de Todd Phillips (reprise de What the World Need Now et composition de Slap Bass)
- 2025 : Peaky Blinders : Le Film de Tom Harper

### Compilations
- 2009 : White Lunar (compilation 33 titres des collaborations avec Warren Ellis).

## Sélection de vidéos et DVD
- 1990 : The Road to God Knows Where - Documentaire sur la tournée américaine de 1989 de Nick Cave and the Bad Seeds
- 1992 : Live at the Paradiso - Live à Amsterdam, Pays-Bas
- 1998 : Nick Cave and the Bad Seeds: The videos
- 2003 : God is in the house - Live à Lyon, France
- 2007 : The Abattoir Blues Tour

## Publications

### En anglais
- 1988 : King Ink  (ISBN 978-1-880985-08-3)
- 1989 : And the Ass Saw the Angel  (ISBN 978-1-880985-72-4)
- 1997 : King Ink II  (ISBN 978-2-84261-053-1)
- 1998 : The Pocket Canons Bible Series : Authorised King James Version: The Gospel According to Mark: Introduction - Nick Cave  (ISBN 978-0-86241-796-3)
- 2001 : Complete Lyrics - Nick Cave  (ISBN 978-0-14-100515-7)
- 2009 : The Death of Bunny Munro  (ISBN 978-1-84767-376-3)
- 2001 : Complete Lyrics - Nick Cave  (ISBN 978-0-14-100515-7)
- 2013 : The Complete Lyrics - Nick Cave, préface de Will Self  (ISBN 978-0-241-96658-7)[55]
- 2015 :  The Sick Bag Song

### En français
- 1995 : Et l'âne vit l'ange, Éditions Le Serpent à Plumes  (ISBN 978-2-908957-70-9)
- 1998 : King Ink, volume 1, Éditions Le Serpent à Plumes  (ISBN 978-2-84261-053-1)
- 1998 : King Ink, volume 2, Éditions Le Serpent à Plumes  (ISBN 978-2-84261-068-5)
- 2006 : Évangile selon Saint Marc : préface. Éditions Mille et une Nuits  (ISBN 978-2-84205-528-8)
- 2010 : La Mort de Bunny Munro, Éditions Flammarion  (ISBN 978-2-08-122788-0)

## Filmographie

### Acteur
- 1983 : Die Stadt de Heiner Mühlenbrock : lui-même
- 1987 : Les Ailes du désir de Wim Wenders : lui-même
- 1988 : Ghosts… of the Civil Dead de John Hillcoat : Maynard
- 1990 : The Road to God Knows Where de Uli M. Schueppel : lui-même
- 1991 : Johnny Suede de Tom DiCillo : Freak Storm
- 1997 : Chasse au rhinocéros à Budapest de Michael Haussman : Jerry
- 2007 : L'Assassinat de Jesse James par le lâche Robert Ford d'Andrew Dominik : un musicien de saloon
- 2014 : 20000 jours sur Terre
- 2016 : Les Beaux Jours d'Aranjuez de Wim Wenders : le pianiste
- 2021 : La Vie extraordinaire de Louis Wain (The Electrical Life of Louis Wain) de Will Sharpe : H.G. Wells

### Scénariste
- 1988 : Ghosts… of the Civil Dead de John Hillcoat
- 2005 : The Proposition de John Hillcoat
- 2012 : Des hommes sans loi de John Hillcoat

## Distinctions
- 2005 : Q magazine - Q Classic Songwriter Award
- 2005 : AFI Awards - Meilleure bande originale de film (The Proposition)
- 2005 : Inside Film Awards - Meilleure musique (The Proposition)
- 2005 : Film Critics Circle of Australia Awards - Meilleure bande originale de film (The Proposition)
- 2001 : ARIA Awards - Meilleur artiste masculin (No More Shall We Part)
- 2001 : APRA (en) Music Awards - The Ship Song est élue au palmarès du Top 30 des meilleures chansons australiennes des 75 dernières années.
- 1997 : APRA (en) Music Awards - Auteur-compositeur-interprète de l'année
- 1997 : ARIA Awards - Meilleure bande originale de film (To Have and to Hold)
- 1996 : ARIA Awards - Chanson de l'année, Single de l'année et Meilleure chanson pop (Where the Wild Roses Grow)
- 1996 : MTV Europe Music Awards - Nick Cave a demandé officiellement le retrait de sa nomination en tant que Meilleur artiste masculin, car il n'était pas à l'aise avec la « nature compétitive » de ce type de remise de prix[56].
- 1990 : Time Out Magazine - Livre de l'année (Et l'âne vit l'ange)

#### Ouvrages en français
- Nick Cave et Sean O'Hagan (trad. de l'anglais par Serge Chauvin), Foi, espérance et carnage, Table Ronde, coll. « Quai Voltaire », 2023, 368 p. (ISBN 979-1037111517). .
- Arthur-Louis Cingualte, L'Evangile selon Nick Cave : Le Gospel de l'âge du fer rouillé, Eclisse, 2020, 160 p. (ISBN 978-2490295029).
- Christophe Deniau, Nick Cave : l'intranquille, Le Castor Astral, 2018 (réimpr. 2023) (1re éd. 2017), 309 p. (ISBN 979-1027801374, lire en ligne). première édition parue chez Acetate Éditions à La Varenne-Saint-Hilaire (ISBN 978-2-9559950-0-6).
- François Girodineau, Nick Cave & The Bad Seeds : Tender Prey, Densité, coll. « Discogonie » (no 10), 2021, 110 p. (ISBN 978-2919296330).
- Laurent Rieppi et Antoine Binamé, Nick Cave : Mauvaise graine, Rock & Folk, 2022, 200 p. (ISBN 978-2380582604).

#### Ouvrages en anglais
- (en) Nick Cave, Lydia Lunch, Anita Lane et Peter Sutcliffe (préf. Will Self), The Complete Lyrics 1978-2013, Penguin Books, 2013 (1re éd. 2001), 529 p. (ISBN 978-0-241-96658-7).
- (en) Maximilian Dax et Johannes Beck, The life and music of Nick Cave: An illustrated biography, Éd. Gestalten Verlag, 1999  (ISBN 3-9311-2627-7).
- (en) Amy Hanson, Kicking Against the Pricks: An Armchair Guide to Nick Cave, Éd. Helter Skelter Publishing, 2005  (ISBN 1-9009-2496-X).
- (en) Ian Johnston, Bad Seed: A biography of Nick Cave, Éd. Little Brown & Co, 1995  (ISBN 978-0349107783).

#### Autres ouvrages
- Barney Hoskyns (trad. de l'anglais par Corinne Julve), Tom Waits, une Biographie : Swordfishtrombones et chiens mouillés, Paris, Rivages, 2011, 456 p. (ISBN 978-2-7436-2467-5).
- Simon Reynolds (trad. de l'anglais par Aude de Hesdin), Rip It Up and Start Again : Post-Punk 1978-1984, Allia, 2007 (ISBN 978-2844852328), « Dark things : le gothique et le retour du rock », p. 510-531.

#### Bande dessinée
- Reinhard Kleist (trad. de l'allemand par Paul Derouet), Nick Cave : Mercy on me, Casterman, coll. « écritures », 2018, 322 p. (ISBN 978-2203164321).

### Vidéographie
- Luc Lagier, « Nick Cave au cinéma », sur Blow-Up, Arte, 10 février 2022.

### Sources diverses
- (en) 1998 et 2004 : Notes de pochette des CD Original Seeds: Songs that inspired Nick Cave and the Bad Seeds, Kim Beissel, Éd. Rubber Records